# Xanthocercis
Xanthocercis, rod mahunarki smješten u podtribus Angylocalycinae, dio klade ADA, potporodica Faboideae. Pripada mu tri vrste drveća iz Gabona, južne tropske i južne Afrike i Madagaskara.

## Vrste
1. Xanthocercis madagascariensis Baill.
2. Xanthocercis rabiensis Maesen
3. Xanthocercis zambesiaca (Baker) Dumaz-le-Grand